# Načrt leta
Načrt leta (angleško flight plan) je obrazec, ki ga izpolni pilot (ali dispečer) in ga pred letom pošlje ustanovi, ki se ukvarja usmerjanjem letalskega prometa. V načrtu leta je opisana letalska ruta, čas leta, hitrost leta, višino leto, pravila letenja (VFR ali IFR), avtonomija, število potnikov, registracija zrakoplova in drugi podatki. Format obrazca je opisan dokumentu ICAO Doc 4444.
Za nekatere VFR lete npr. v nekontroliranem zračnem prostoru, ni potreben načrt leta, je pa priporočljiv. Za IFR lete so načrti leta obvezni, razen v nekaterih izjemah.